# CS Minaur Baia Mare (herrar)
CS Minaur Baia Mare är ett rumänskt herrhandbollslag i Baia Mare, Maramureș, som spelar i den nationella högstaligan Liga Națională. De grundades 1974.

## Meriter
- Rumänska ligan: 3 (1998, 1999, 2015)
- Rumänska cupen: 6 (1978, 1983, 1984, 1989, 1999, 2015)
- EHF-cupen: 2 (1985, 1988)